# ローベルト・フォン・モール

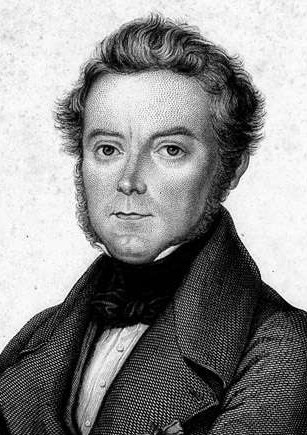
ローベルト・フォン・モール

ローベルト・フォン・モール（Robert von Mohl、1799年8月17日 - 1875年11月4日） は、ドイツの法学者である。

## 人物
1827年より1846年にかけて、ヴュルテンベルク王国テュービンゲンのテュービンゲン大学で国家学担当の教授を20年間務めたのち、地元議員となる。1847年にハイデルベルク大学の教授となり、バーデン第一身分制議会のハイデルベルク代表を務め、1861年にはフランクフルトにあるドイツ連邦議会のバーデン代表、1867年にはバイエルン王国(ミュンヘン)駐在バーデン大使となった。
1871年後のライヒスタークなどの議員であり、モールは、貴族政治の警察国家に対立する法治国家の定義を言葉で表す先駆者である。
加藤弘之、他の日本の思想家・政治家を通じて、モールの思想は、明治維新後の日本の国家学・哲学に影響を及ぼした。

## 家族
父親はヴュルテンベルクの政治家。弟にフーゴー・フォン・モール。息子は外交官で明治政府のお雇い外国人でもあったオットマール・フォン・モール。娘婿にヘルマン・フォン・ヘルムホルツ。

## 著書
- Die Polizei-Wissenschaft nach den Grundsätzen des Rechtsstaates（法治国家の原理に基いた警察学）
- Encyklopädie der Staatswissenschaften（国家学の百科事典）
- Staatsrecht, Völkerrecht und Politik（国法、国際法、政治）